# 左沢バイパス
左沢バイパス（あてらざわバイパス）は、山形県西村山郡大江町から寒河江市の国道287号のバイパス道路である。

## 概要
- 起点：山形県西村山郡大江町藤田（左沢高校前）
- 終点：山形県寒河江市柴橋
- 全長：3.5Km
- 車線数：片側1車線

## 地理

### 交差する道路
- 山形県道112号左沢浮島線（大江町藤田）
- 国道458号（寒河江市中郷）
- 山形県道24号天童寒河江線（寒河江市松川）
- 山形県道23号天童大江線（寒河江市柴橋）

### 沿線の施設
- 道の駅おおえ